# Frank Lockhart
Frank Lockhart (Dayton (Ohio), 8 april 1903 - Daytona Beach (Florida), 25 april 1928) was een Amerikaans autocoureur. Hij won de Indianapolis 500 in 1926.

## Carrière
Lockhart nam in 1926 voor de eerste keer deel aan de Indianapolis 500, nadat hij in laatste instantie de wagen van Peter Kreis overnam nadat deze laatste de race niet kon rijden wegens griep. Hij vertrok van de twintigste startplaats en reed zijn Miller naar de overwinning. Dat jaar won hij nog vier andere American Automobile Association kampioenschapsraces en eindigde op de tweede plaats in de eindstand van het kampioenschap. Een jaar later vertrok hij vanaf poleposition op de Indianapolis Motor Speedway. Hij reed 110 ronden aan de leiding maar viel uit in de 120e ronde met een mechanisch probleem aan zijn wagen. Hij won dat jaar vier kampioenschapsraces en drie races die niet meetelde voor het kampioenschap en werd nogmaals tweede in de eindstand. In 1928 probeerde hij het wereldsnelheidsrecord op land te verbeteren. Bij een poging op Daytona Beach op 25 april 1928 ging de wagen over kop en werd Lockhart uit de cockpit gekatapulteerd. Hij was op slag dood.